# Chánguena
Chánguena es un distrito del cantón de Buenos Aires, en la provincia de Puntarenas, de Costa Rica.

## Historia
Chánguena fue creado el 28 de enero de 1988 por medio de Acuerdo 28.

## Geografía
Chánguena cuenta con un área de 273,04 km² y una altitud media de 820 m s. n. m.

## Demografía
Para el año 2022, Chánguena cuenta con una población estimada de 2856 habitantes, y para el último censo efectuado, en 2011, Chánguena contaba con una población de 2631 habitantes.

## Localidades
- Poblados: Alto Cacao, Bajo Mamey, Bonga, Cacique, Cantú, Cruces, Limón, Paraíso, Pataste, Pilón, Quebrada Bonita, San Luis, Santa Lucía, Santa María, Tres Ríos, Vegas de Chánguena, Vuelta Campana, Zapotal.